# خوسيه غارسيا (لاعب كرة قدم)
خوسيه غارسيا (بالإسبانية: José Antonio García Calvo)‏ (و. 1975  م) هو لاعب كرة قدم، من إسبانيا، ولد في مدريد، يلعب كمُدَافِع.

## روابط خارجية
- خوسيه غارسيا على موقع قاعدة بيانات كرة القدم.إي يو (الإنجليزية)
- خوسيه غارسيا على موقع ناشيونال فوتبول تيمز (الإنجليزية)
- خوسيه غارسيا على موقع أوليمبيديا (الإنجليزية)